# Teratocephalus deconincki
Teratocephalus deconincki är en rundmaskart. Teratocephalus deconincki ingår i släktet Teratocephalus, och familjen Teratocephalidae. Arten är reproducerande i Sverige.